# ریوتا اوساکا
ریوتا اوساکا (انگلیسی: Ryōta Ōsaka; ۲ اوت ۱۹۸۶ – ) صداپیشگی در ژاپن اهل ژاپن بود. وی از سال ۲۰۱۰ میلادی تاکنون مشغول فعالیت بوده‌است.